# Pausarius (römische Flotte)
Ein Pausarius (Plural Pausarii) war ein Rudermeister oder Aufseher über die Ruderer in der römischen Flotte.
Der Pausarius beaufsichtigte die Ruderer vom Achterschiff aus und befehligte sie mit einem Schlägel, mit dem er den Takt schlug, und lauter Stimme. Andere Bezeichnungen für den Pausarius waren hortator oder celeustes.
Drei Inschriften aus dem Heiligtum der Isis und Magna Mater in Mainz belegen Pausarii, die in Decurien eingeteilt waren, auch für die römische Rheinflotte.